# Аснин, Дмитрий Александрович
Дмитрий Александрович Аснин (бел. Дзмітрый Аляксандравіч Аснін; 6 июля 1984) — белорусский футболист, выступавший на позиции вратаря.

## Клубная карьера
Воспитанник брестской СДЮШОР-5, в 2001 выступал во Второй лиге за минский «СКАФ», а в сезоне 2002 играл в дубле брестского «Динамо». С 2003 по 2008 с перерывами был игроком слонимского «Коммунальника», в первой половине 2005 года, будучи футболистом «Дариды», дебютировал в Высшей лиге.
В 2008—2011 годах выступал в низших дивизионах Польши. Летом 2011 вернулся в Белоруссию, но не сумел спасти «Барановичи» от вылета во Вторую лигу. В начале 2012 года пополнил состав «Лиды», которая вернулась в Первую лигу. Стал основным вратарем «лидчан» и в сезоне 2013 помог им занять четвёртое место, однако на следующий год был вытеснен из состава Сергеем Курганским. Сезон 2015 провел в качестве основного вратаря светлогорского «Химика».
В марте 2016 года прибыл на просмотр в брестское «Динамо» и в итоге начал сезон в составе родного клуба. Сначала был вторым вратарем после Дениса Дечко, но быстро занял место в стартовом составе брестчан. В январе 2017 года покинул «Динамо» и вскоре подписал контракт с новополоцким «Нафтаном», где также закрепился в качестве основного вратаря.
В июле 2017 года перешел в «Гомель». В гомельском клубе стал вторым вратарем после Олега Ковалёва. В декабре 2017 по истечении срока действия контракта покинул «Гомель».
В январе 2018 перебрался в клуб «Ти-Си Спортс» с Мальдив, а июль 2018 года перешел в камбоджийский «Свайриенг». В декабре того же года вернулся в Белоруссию, став игроком «Руха». Однако в составе брестской команды не провёл ни одного матча и в ноябре 2019 года перешёл на тренерскую работу в академию брестского «Динамо».

## Статистика
| Сезон    | Дивизион | Клуб                  | Страна                    | Матчи | Голы |
| -------- | -------- | --------------------- | ------------------------- | ----- | ---- |
| 2001     | Д3       | СКАФ                  | Флаг Беларуси (1995—2012) | 4     | -5   |
| 2002     | дубль    | Динамо (Брест)        | Флаг Беларуси (1995—2012) | 9     | -13  |
| 2003     | Д2       | Коммунальник          | Флаг Беларуси (1995—2012) | 6     | -6   |
| 2004     | Д2       | Коммунальник          | Флаг Беларуси (1995—2012) | 18    | -26  |
| 2005 (1) | Д1       | Дарида                | Флаг Беларуси (1995—2012) | 1     | -1   |
| 2005 (2) | Д2       | Коммунальник          | Флаг Беларуси (1995—2012) | 3     | -7   |
| 2006     | Д2       | Коммунальник          | Флаг Беларуси (1995—2012) | 7     | -14  |
| 2007     | Д2       | Мозырь                | Флаг Беларуси (1995—2012) | 23    | -41  |
| 2008 (2) | Д2       | Коммунальник (Слоним) | Флаг Беларуси (1995—2012) | 6     | -8   |
| 2011 (2) | Д2       | Барановичи            | Флаг Беларуси (1995—2012) | 8     | -25  |
| 2012     | Д2       | Лида                  | Флаг Беларуси             | 21    | -27  |
| 2013     | Д2       | Лида                  | Флаг Беларуси             | 27    | -31  |
| 2014     | Д2       | Лида                  | Флаг Беларуси             | 5     | -8   |
| 2015     | Д2       | Химик (Светлогорск)   | Флаг Беларуси             | 15    | -21  |
| 2016     | Д1       | Динамо-Брест          | Флаг Беларуси             | 26    | -28  |
| 2017 (1) | Д1       | Нафтан                | Флаг Беларуси             | 13    | -21  |
| 2017 (2) | Д1       | Гомель                | Флаг Беларуси             | 3     | -4   |
| 2019     | Д2       | Рух (Брест)           | Флаг Беларуси             | 0     | 0    |